# الكوب الأزرق (قصة)
الكوب الأزرق (بالروسية: Голубая чашка) هي قصة قصيرة باللغة الروسية بقلم كاتبة الأطفال أركادي جايدار سنة 1936.

## تاريخ القصة
هذه القصة نشرت لأول مرة في يناير 1936.في تلك السنة الناشرين ديتيزدات نشروه ككتاب مستقل مع الرسوم التوضيحية بواسطة بوريس ديختيريوف.
في عام 1940م ضم غايدار «الكوب الأزرق» إلى اثنين من مجموعته الأدبية، راسكازي (قصص قصيرة، ديتيزدات) ومي توفاريشتشي(أصدقائي، الناشرين سوفيتسكي بيساتيل).
في سيرته الذاتية عام 1937 ذكر القصة من بين أفضل أعمالهحتي ذلك الوقت، بالإضافة إلى رواياته القصيرةR.V.S، المدرسة، الأراضي البعيدة، والعسكري السري، وآخر قصة قصيرة له المتاريس الرابعة.
القصة حرضت مناقشات ساخنة في المجلات الأدبية والتربوية والصحف. بعض الناس وجدوا القصة مجردة جداً، تركيبتها غير متبلورة وموضوعها غير مناسب لأدب الأطفال إلا أنّ دافع الأغلبية عن قصة غايدار الجديدة. بدأ الناس يكتبون كيف تمتع الأطفال الصغار بهذا الجو من الحب وأشعة الشمس والسعادة التي تسود القصة وتعاطفهم مع سفيتلانا ووالدها الذي يتنفس في هواء الحرية والسخط على أولئك الذين يفسدون الحياة السعيدة للشعب السوفياتي.
ومن المؤكد خمن القراء الكبار أتجاه رأي الخفي كلماته .. ولكن القيمة الوطنية العميقة لهذه القصة واضحة للناس من جميع الأعمار.

## ملخص القصة
بطل الرواية (32) وابنته سفيتلانا (6)وصولوا دكا في أمزجة مرحة، لكن الزوجة والأم مارسيا (29) كان لديها أفكار أخرى: أنها تطلب منهم القيام بمهام سخيفة ثم تخرج لمرافقة صديق قديم لها«طيار» إلى المحطة.
في صباح اليوم التالي، قبل الذهاب إلى الجزء الأعلى من المدينة، اتهمت زوجها وابنتها أنهم كسروا كوبها الأزرق في غرفة المخزن. نتيجة لهذا الاتهام الظالم، كليهما تركوا المنزل وبدأوا مغامرة استغرقت يوما حافلاً بالأحداث والفوضى. تضمن تهدئة اثنين من الفتيان (واحد منهم يتهم الآخر كونه متطرف لقوله كلمة إهانة'جيدوفكا' لفتاة يهودية).تضمن اليوم أيضا المشي مباشرة إلى موقع تدريبات عسكرية أثناء إطلاق النار، وأعطوا رصيدهم من الجنزبيل إلى صبي عمره أربع سنوات في مقابل قطته. عادوا إلى المنزل عند الغسق عندها وجدوا مارسيا قلقة، وأصبحت سعيدة عند رؤيتهما، وقضوا أمسية جميلة مع سفيتلانا (التي أعربت في البداية عن التشاؤم حول هذه النقطة) ولكنها اعترفت بأن 'في النهاية الحياة شيء جيد'، رغم ذلك، لغز كسر الكوب لم يحل.